# Claude Prosper Jolyot de Crébillon

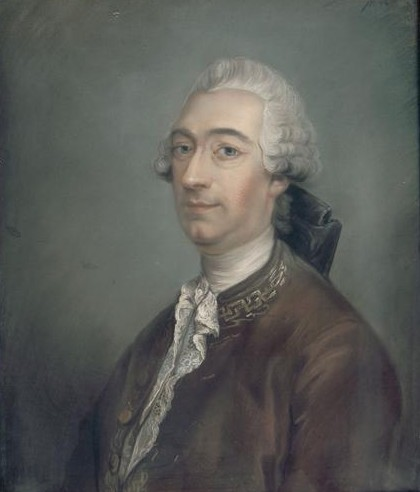
Claude Prosper Jolyot de Crébillon

Claude Prosper Jolyot de Crébillon, född 13 februari 1707 i Paris, död 12 april 1777 i Paris, var en fransk romanförfattare och upplysningsfilosof. Han var son till Prosper Jolyot de Crébillon.
Crébillon väckte först uppmärksamhet med L'écumoire ou Tanzaï et Néadarné, histoire japonaise (1734), en societetssatir, som fick honom inspärrad på Bastiljen en tid, och fortsatte senare med en mängd kortare och längre berättelser, eleganta i formen och ytterst frivola i innehållet för sin tid. Mest känd är Le Sopha. Conte moral (1742), där all moral lyser med sin frånvaro. Den hade ett visst inflytande på Denis Diderot. För övrigt levde Crébillon som god borgare i ett lyckligt äktenskap med en brittisk adelsdam, som friat till honom av beundran inför hans litteratur. På äldre dagar innehade han posten som kunglig litteraturcensor. På 1800-talet ansågs hans böcker mycket opassande, men återupptäcktes på 1900-talet.